# 法德农民问题
《法德农民问题》（Die Bauernfrage in Frankreich und Deutschland）是马克思主义关于农民问题理论的重要文献，恩格斯写于1894年11月。阐明马克思主义关于农民问题的基本原理和立场。并对福尔马尔的机会主义观点和法国社会党人的土地纲领中背离马克思主义理论的地方加以批判。有曹葆华、毛岸英中文译本。